# María Gautier Anton
María Sebastiana Antonia Gautier Anton (Madrid, 19 de gener de 1722 - 14 de desembre de 1784) va ser una terciària carmelita castellana.
Nascuda a la vila de Madrid el 19 de gener de 1722, va rebre el sagrament del baptisme el 25 del mateix mes a l'església parroquial de San Luis. Era filla de Pedro Gautier o Gauthier, un guàrdia alabarder, natural de la ciutat de València, que va servir en temps de Felip V i Ferran VI, i de Francisca Antonia Anton, natural d'Alacant. Des de la seva infància es va mostrar inclinada a la religió, i eventualment va professar al Tercer Orde del Carmel, format per persones seglars. Ja abans de la seva entrada, va dur a terme dejunis, penitències i dedicava bona part a la pregària, a més de romandre soltera durant tota la seva vida.
Va morir a la capital el 14 de desembre de 1784, concretament al carrer de l'Abada, en una casa pertanyent a l'orde dels carmelites. Hom afirma que en les 48 hores posteriors, fins al seu enterrament, el seu cos no es va arribar a posar-se rígid. A més, a causa de la nombrosa concurrència pública que es va presentar a la casa que volia veure-la, els encarregats del funeral van haver de tancar la porta per evitar que la gent s'endugués records de la difunta a causa del fervor. Fou enterrada dos dies després a l'església dels pares carmelites calçats, una cerimònia que va tenir també una gran afluència de públic. El 21 de desembre, el comissari general de l'orde, fra Juan Gil, va pronunciar una oració fúnebre en el seu honor.